# Édouard Marquis
Pour les articles homonymes, voir Marquis (homonymie).
Édouard Marquis, né le 17 août 1969 à Paris et mort le 23 novembre 2020 à Montluçon, est un journaliste, animateur de radio, animateur de télévision et producteur de télévision français, copropriétaire du château de Culan.

## Biographie
Édouard Marquis fait ses études au collège Saint-François-de-Sales (Évreux), et participe au journal scolaire, Le Pour Parler, dont il devient le rédacteur en chef[Quand ?].
En 1987, alors qu'il est en classe de première, il crée et anime durant plusieurs années, avec Christophe Grébert, une émission de débat intitulée « Face Aux Jeunes », sur Ado FM où il confronte hommes politiques, journalistes et essayistes à de jeunes auditeurs. Sur cette même radio, il présente également la matinale et effectue plusieurs remplacements[réf. souhaitée].
Il continue ses études à l'université, où il étudie le droit[réf. souhaitée], tout en produisant et présentant, en 1992, deux pilotes télé de «Face aux Jeunes» pour France 3 Paris Île-de-France également diffusés en radio sur Ado FM. Il y invite plusieurs personnalités, notamment Ségolène Royal, Jacques Toubon, Cabu, Francis Huster ou encore Jean-Claude Carrière. Il est lauréat du Défi Jeunes, organisé par le Ministère de la Jeunesse et des Sports.
Il réalise des reportages pour France 2 et Télé emploi, La Cinquième (France 5) et la  chaîne musicale MCM pendant trois ans. Il devient, en 1996, rédacteur en chef et présentateur de « NetSurfeur », la première émission de télévision quotidienne consacrée à Internet sur MCM, puis de "NetSurf", une quotidienne de 6 minutes, et le week-end, d’un magazine de 26 minutes avec un invité, "NetSurf Hebdo". En 1997-1998, il assure une émission hebdomadaire "NetZik", recentrée sur Internet, la musique et la culture jeune.
Durant ces trois années, il assure également des opérations spéciales, comme « La Nuit du Net », dont la première édition a lieu en juin 1996 au Bataclan. En mars 1998, il organise « La Nuit du Net 2 » durant la Fête de l'Internet, un direct de quatre heures sur MCM et TV5, en public avec plusieurs invités, notamment Jean-Michel Jarre, Indochine, Louis Bertignac, Axel Bauer, Marco Prince de FFF, Eric Serra… et des visioconférences avec Gilbert & George.
Il quitte l'antenne et devient consultant, tout en  s'occupant du château de Culan dont il est copropriétaire avec son père depuis 2001. Son père meurt en 2018 et Édouard Marquis meurt des suites d'un cancer du système digestif le 23 novembre 2020, après avoir tenté de léguer le château au département du Cher.